# Castle Island (Massachusetts)

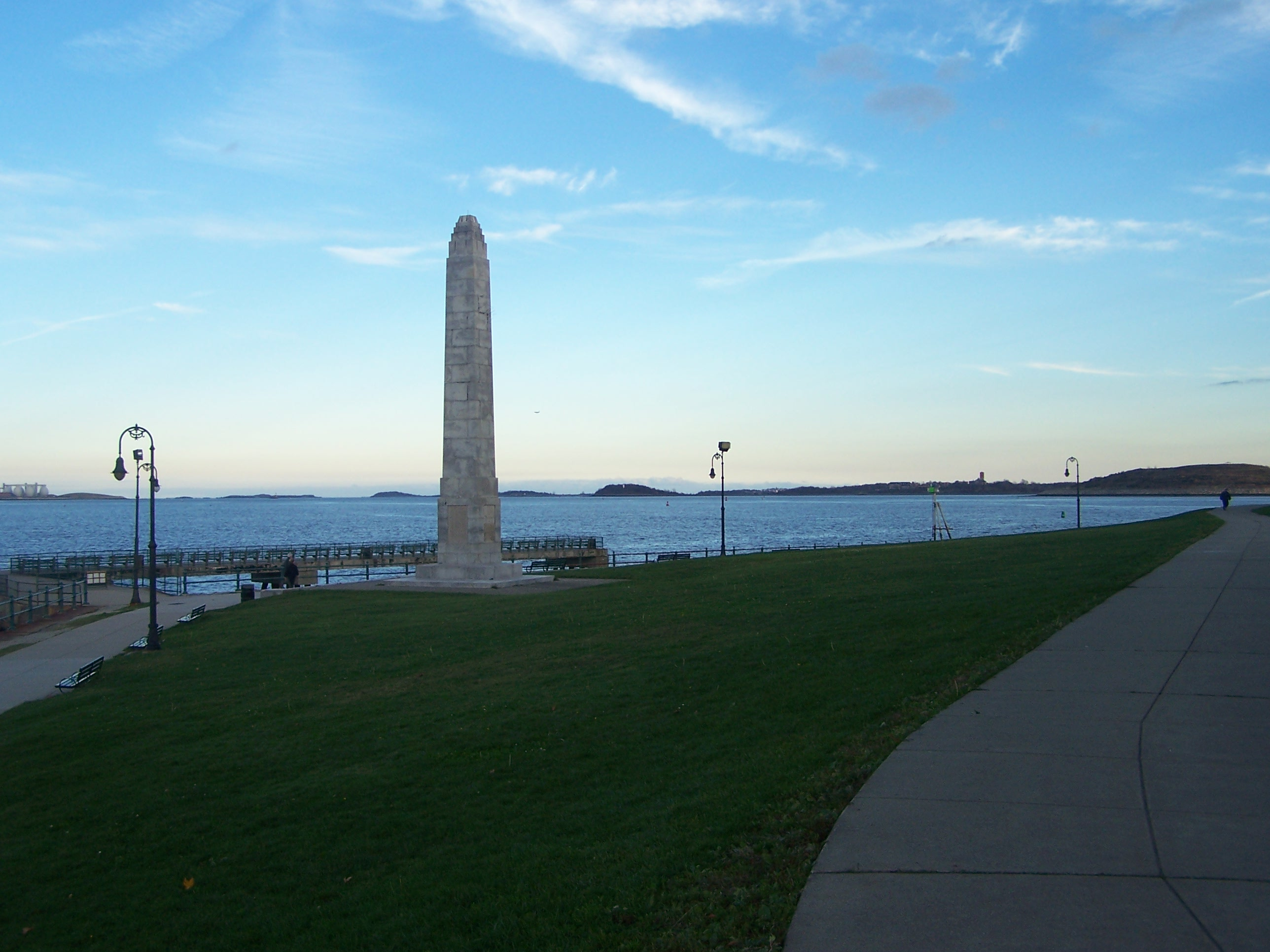
Blick vom Castle Island

Castle Island ist eine 22 Acres (8,9 ha) große Halbinsel und zugleich ein Naturschutz- und Erholungsgebiet in South Boston im Bundesstaat Massachusetts der Vereinigten Staaten. Das Gebiet wird vom Department of Conservation and Recreation verwaltet und ist als State Park Teil des Metropolitan Park System of Greater Boston.
Auf der ehemaligen Insel, die heute durch einen schmalen Landstreifen mit dem Festland verbunden und damit zur Halbinsel geworden ist, wurden bereits seit 1634 Befestigungsanlagen errichtet, von denen heute noch das Fort Independence besichtigt werden kann.

## Geschichte

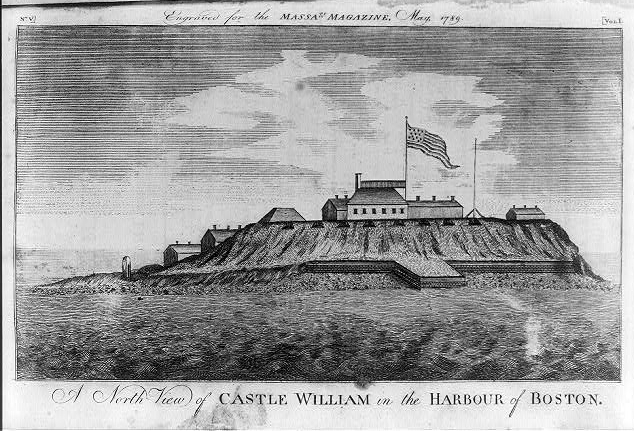
Das Castle William vor seinem Abriss im Jahr 1776

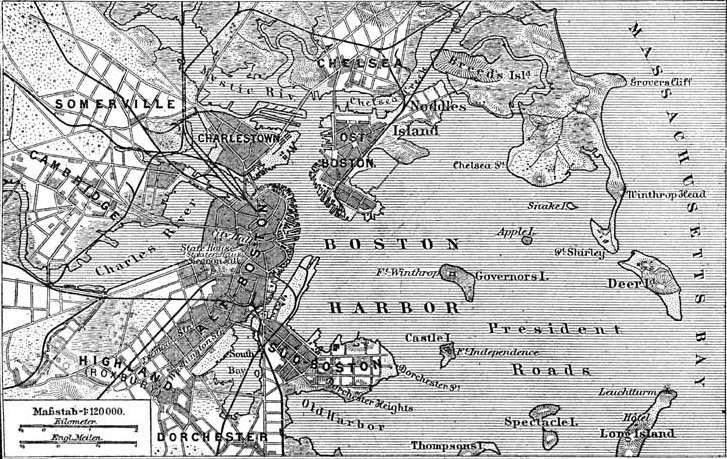
Diese Karte des Boston Harbor aus dem Jahr 1888 zeigt Castle Island noch als Insel

Am Standort des heutigen Fort Independence, das im 19. Jahrhundert errichtet wurde, standen bereits zuvor mehrere Vorgängerbauten, die bis 1797 Castle William genannt wurden und den Briten, die gegen die Franzosen um die Vorherrschaft in Nordamerika kämpften, als Stützpunkt und Befestigungsanlage dienten. Seit dem 18. Jahrhundert dient es als Staatsgefängnis von Massachusetts und war damit das erste Gefängnis dieser Art im Bundesstaat. Einer der berühmteren Insassen war von 1702 bis 1706 der Freibeuter Pierre Maisonnat. Das aktuelle Gebäude wurde zwischen 1833 und 1851 errichtet und bildet damit bereits die achte Generation. Es ist im National Register of Historic Places eingetragen.
Während der Belagerung von Boston zu Beginn der Amerikanischen Revolution diente Castle William als Basis für die militärischen Operationen der Briten. Hier fanden auch die obersten Angestellten der königlichen Verwaltung mit ihren Familien ebenso wie einige prominente Loyalisten Zuflucht. Castle William wurde während der Revolution von Major Pelham Winslow kommandiert, der aus der prominenten Loyalisten-Stadt Marshfield stammte. Nach dem 17. März 1776, dem Tag der Evakuierung von Boston, wurde Castle William am 20. März desselben Jahres zerstört. Castle Island wurde schon immer für seine strategische Lage geschätzt, weshalb später erneut ein Fort an gleicher Stelle errichtet wurde, um Boston gegen Angriffe der Briten während des Britisch-Amerikanischen Kriegs im Jahr 1812 zu schützen.
Auf der Halbinsel befindet sich darüber hinaus ein Denkmal an Donald McKay, der die berühmten Klipper Flying Cloud und Sovereign of the Seas baute. Das Denkmal zeigt über den Boston Harbor in Richtung East Boston, wo McKay seine Werft betrieb. Die ehemalige Insel ist heute über Straßen und Fußwege mit dem Festland verbunden. Sie wird als State Park verwaltet und ist im Sommer für Besucher geöffnet.
Es ist überliefert, dass ein Offizier, nachdem er in einem Duell aufgrund eines verlorenen Kartenspiels einen anderen Mann erschossen hatte, von dessen Freunden in den Gewölben des Forts eingemauert wurde. Von dieser Legende hörte auch Edgar Allan Poe, als er auf der Insel seinen Armeedienst ableistete, und es wird angenommen, dass seine Kurzgeschichte Das Fass Amontillado darauf beruht.
Im Zweiten Weltkrieg nutzte die United States Navy die Halbinsel, um Schiffe zu entmagnetisieren.

## Tourismus
Castle Island ist der Öffentlichkeit das ganze Jahr über zugänglich. Das Fort Independence kann mit einer geführten Besichtigung an Wochenenden zwischen dem Memorial Day und Labor Day besucht werden. Nach dem Labor Day ist das Fort bis zum Columbus Day nur noch sonntags geöffnet, wonach anschließend die Saison beendet wird. Am letzten Wochenende im Oktober ist das Fort dann noch einmal zu Halloween geöffnet.